# Luan Toro
Luan Toro es una localidad argentina de la provincia de La Pampa, dentro del departamento Loventué. Su zona rural se extiende también sobre los departamentos Conhelo y Toay.

## Población
Contó con 796 habitantes (Indec, 2022), lo que representó un leve descenso frente a los 694 habitantes (Indec, 2001) del censo anterior. 
| Gráfica de evolución demográfica de Luan Toro entre 1991 y 2022 |
|                                                                 |
| Fuente: Censos nacionales del INDEC                             |

## Celebridades
- Elías Amian Galant, futbolista (f. 2024)
- Naím Sibara, actor, comediante y músico (n. 1966)